# Dihydronépétalactone
La dihydronépétalactone est un constituant naturel mineur de l'huile essentielle de l'herbe à chats (espèces Nepeta, notamment Nepeta cataria), qui a été identifié comme un composé insectifuge efficace.

## Obtention
La dihydronépétalactone peut être obtenue :
- par hydrogénation de la népétalactone, le constituant principal des huiles essentielles de l'herbe à chats. L'invention de la dihydronépétalactone permet de fournir un produit stéréospécifique ;
- par réduction de l'acide népétalique.